# Крушево (община)
Вижте пояснителната страница за други населени места с името Крушево.
Крушево (на македонска литературна норма: Општина Крушево) е община, разположена в централната част на Северна Македония със седалище в едноименния град Крушево.
Освен Крушево общината обхваща и 18 села на площ от 190,68 km2. Населението на общината е 9684 (2002), предимно северномакедонци, с голямо малцинство от албанци и власи. Гъстота на населението е 50,79 жители на km2.

## Структура на населението
Според преброяването от 2002 година община Крушево има 9684 жители.
| Етническа принадлежност | Процент |
| северномакедонци        | 62,80%  |
| албанци                 | 21,32%  |
| турци                   | 3,25%   |
| роми                    | 0,00%   |
| власи                   | 10,53%  |
| сърби                   | 0,39%   |
| бошняци                 | 1,41%   |
| други                   | 0,30%   |